# Небо нашего детства (фильм, 1966)
Небо нашего детства (кирг. Бакайдын жайыты) — советский художественный фильм, снятый режиссером Толомушем Океевым на киностудии Киргизфильм в 1966 году.
Другое название фильма "Пастбище Бакая".

## Сюжет
Классика среднеазиатского кино: мир киргизских пастбищ глазами ребенка.

## В ролях
- Муратбек Рыскулов — Бакай, старый чабан. Дублировал Николай Граббе.
- Советбек Жумадылов — Алым. Дублировал Алексей Арсеньев.
- Алиман Джангорозова — Урум. Дублировала Ольга Якунина.
- Б. Рыскулова — Айнаш. Дублировала Антонина
Кончакова.
- Самак Алымкулов — Рыскул.  Дублировал Андрей Тарасов.
- Бексултан Жакиев — Бекташ. Дублировал Олег Мокшанцев.
- Сабира Кумушалиева — старуха.
- Насретдин Дубашев — Калык.

В эпизодах
М.Атагельдиев,  Р.Зуев,  Толомуш Океев,  Б. Малдыбаева, В.Рахимов,  И.Шершенов.

## Над фильмом работали
Режиссер: Толомуш Океев.

Сценаристы: Кадыркул Омуркулов, Толомуш Океев.

Оператор: Кадыржан Кыдыралиев.

Композитор: Таштан Эрматов.

Художник-постановщик: Сагынбек Ишенов.

Звукорежиссер: С.Каценеленебоген.

Монтажеры: 
Ракия Шершенова, А.Камагорова.

Художник по костюмам: Ч.Кыркбаев.

Художник по гриму: Элеонора Котова.

Мастер-фотограф: М. Джадринов.

Художники по комбинированным съемкам:
Кабул Расулов, А.Ушур.

Ассистент режиссера: Б.Абдылдаева.

Ассистенты оператора:
Р.Зуев, С Чадин.

Редактор: 
Бексултан Жакиев.

Директор картины: Н.Семенов.

Художественный руководитель: Л.З.Трауберг.

## Призы и награды
1. Премия Ленинского Комсомола Киргизии в области литературы и искусства за 1968 год присуждена творческой группе фильма:
- Окееву Толомушу – режиссеру-постановщику, сценаристу;
- Омуркулову Кадыркулу – сценаристу;
- Кыдыралиеву Кадыржану – главному оператору.

2. Специальная премия и приз за талантливый режиссерский дебют присуждены режиссеру Т.Окееву на III Всесоюзном кинофестивале в Ленинграде (1968).
3. Диплом за лучшую операторскую работу и главный приз «Большой горный хрусталь» на Всесоюзном кинофестивале Средней Азии и Казахстана в г. Душанбе (1967).
4. Почетный диплом Международного кинофестиваля в г. Франкфурт-на-Майне (1968).
5. «Золотая альпийская ветвь» Международного фестиваля в.г.Триест, Италия (1969).
6. Диплом I Ташкентского
Международного кинофестиваля стран Азии, Африки и Латинской Америки (1968).
7. Диплом за талантливый режиссерский дебют и приз журнала «Искусство кино», 1969.